# Sopor Aeternus & the Ensemble of Shadows
Sopor Aeternus & the Ensemble of Shadows (en català "Somni Etern i l'Assemblea d'Ombres"; altrament anomenat Sopor Aeternus o Sopor) és un projecte musical comunament relacionat amb la subcultura gòtica, fundat per Anna-Varney Cantodea l'any 1989. De mica en mica, Sopor Aeternus & the Ensemble of Shadows ha esdevingut una de les bandes més importants de la música gòtica gràcies no només a la seva música melancòlica, pessimista i original i a la seva estètica sorprenent sinó també al misteri que acompanya l'únic membre del grup: Anna-Varney Cantodea.

## Anna-Varney Cantodea
Tot i ésser un personatge força conegut dins l'escena gòtica europea, amb prou feines es coneix quelcom sobre Anna-Varney Cantodea (1952) i la seva vida personal. Tota la informació de la qual es disposa fins al moment ha estat extreta de les poques entrevistes en format imprès i en línia que l'artista ha concedit; unes entrevistes que només són concedides si les condicions amb les quals són realitzades garanteixen llur anonimat.
Malgrat la manca d'informació que hi ha vers la seva persona, és sabut que Anna-Varney Cantodea és una transsexual que no s'ha sotmès a cap cirurgia de canvi de sexe ni a cap tractament hormonal. Segons la misteriosa artista, una operació de canvi de sexe no només no solucionaria res, sinó que li portaria més problemes dels que té actualment. De fet, l'única operació que Cantodea desitja no pot ser duta a terme per cap cirurgià. Aquesta operació hauria de dur-la a la completa i "meravellosa" neutralització. És a dir, una intervenció quirúrgica que no deixi res més que un petit forat per on poder orinar. Tanmateix, ha refusat sotmetre's a un tractament amb hormones sexuals per diverses raons. D'una banda, la seva administració li provocaria un "conflicte espiritual" perquè n'hauria de dependre durant tota la seva vida (mentre la seva ànima lluitaria desesperadament per alliberar-se'n). D'altra banda, no en pot prendre degut a l'historial clínic familiar.
El nom d'Anna-Varney Cantodea prové de la combinació del nom comú Anna i el mot llatí "cantodea", que significa "cantant femenina". Tanmateix, i fins a l'any 1997, l'artista va utilitzar el pseudònim Varney, un nom tret de la història de terror de James Malcolm Rymer, anomenada Varney, el Vampir o El Festí de Sang (Varney the Vampire or The Feast of Blood).
Encara que no hi ha cap font d'informació que pugui confirmar-ho, sembla que Anna-Varney Cantodea va néixer l'any 1952. La raó que porta a pensar en aquesta data és una frase present a la portada del seu disc Les Fleurs du Mal que diu "SOPOR: sedant el cor des de 1952" (SOPOR: sedating the heart since 1952). Tot i així, només són suposicions.
En nombroses entrevistes, Cantodea ha explicat que, durant gairebé tres dècades de la seva vida, va passar per estats extrems de depressió, soledat i desesperació com a conseqüència d'un seguit de males experiències, traumes i malalties.

## Història

### Inici: 1989–1995
Sopor Aeternus and the Ensemble of Shadows va ser fundada per Anna-Varney Cantodea (aleshores coneguda com a Varney) i Holger l'any 1989. Ambdós varen trobar-se a Frankfurt, Alemanya, en un club gòtic anomenat Negativ. Els dos individus es van conèixer en una de les estranyes i infreqüents sortides de Cantodea al món humà. Cantodea i Holger van decidir, amb els minsos recursos econòmics dels quals disposaven, comprar un equip musical i enregistrar tres maquetes: Es reiten die Toten so schnell…, Rufus i Till Time and Times Are Done. Només la primera de les tres maquetes va sortir a la llum.

## Símbol de Jusa
Anna ha expressat en les seves obres un interès en les deïtats romanes de Júpiter i Saturn. Combinà els símbols astrològics d'aquestes dues divinitats, i el símbol resultant l'anomenà Jusa el qual és present en les seves publicacions, i sovint també apareixen aquestes deïtats en les seves lletres (sobretot Saturn), però no està del tot clar quin sentit espiritual li dona i quina connexió hi troba amb ella mateixa, si hi veu una metàfora de la mort i la renaixença.

## Discografia

### Maquetes
Les tres maquetes són conegudes amb el nom de "Blut der schwarzen Rose" o "The Undead-Trilogy" (La sang de la rosa negra o La trilogia dels no-morts en català, respectivament). Tal com s'ha comentat anteriorment, només la primera maqueta va sortir al mercat.
- Es reiten die Toten so schnell... (1989) - maqueta d'edició limitada a 50 còpies.
- Rufus (1992)
- Till Time and Times Are Done (1992)

### Àlbums d'estudi
- "...Ich töte mich jedesmal aufs Neue, doch ich bin unsterblich, und ich erstehe wieder auf, in einer Vision des Untergangs..."  (1994)
- Todeswunsch - Sous le soleil de Saturne (1995)
- "The inexperienced Spiral Traveller (aus dem Schoß der Hölle ward geboren die Totensonne) " (1997)
- "Dead Lovers' Sarabande" (cara un) (1999)
- "Dead Lovers' Sarabande" (cara dos) (1999)
- "Songs from the inverted Womb" (2000)
- "Es reiten die Toten so schnell" (o: the Vampyre sucking at his own Vein) (2003)
- "La Chambre D'Echo" - Where the dead Birds sing (2004)
- Les Fleurs Du Mal  (2007)
- A Triptychon of Ghosts (Part Two) - Have You Seen This Ghost? (2011)
- Poetica - All Beauty Sleeps (2013)
- Mitternacht - The Dark Night of the Soul (2014)
- The Spiral Sacrifice (2018)
- Death & Flamingos (2019)
- Island of the Dead (2020)

### EPs i àlbums de remixos
- Ehjeh Ascher Ehjeh (1995)
- "Voyager - The Jugglers of Jusa" (1997)
- Flowers in Formaldehyde (2004)
- Sanatorium Altrosa (Musical Therapy for Spiritual Dysfunction) (2008)
- A Triptychon of Ghosts (Part One) - A Strange Thing to Say (2010)
- A Triptychon of Ghosts (Part Three) - Children of the Corn (2011)
- Angel of the Golden Fountain (2015)

### Senzills
- "The Goat" / "The Bells have stopped ringing" (2005)
- "In der Palästra"(2007)
- Imhotep (2011)
- Reprise (2018)
- Vor Dem Tode Träumen Wir (2019)
- The Boy Must Die (2019)

### Altres
- Jekura - Deep the Eternal Forest (1995) – una compilació que conté quatre cançons de Sopor Aeternus[5]
- Nenia C'alladhan (2002) – un projecte amb el mateix títol junt amb Constance Fröhling
- Like a Corpse Standing in Desperation (2005) – capsa que conté tot de rareses i àlbums difícils de trobar
- The Goat and Other Re-Animated Bodies (2009) - DVD amb vídeos publicats anteriorment
- Interview - 19. September 2014 (2014)